# Chicago Women's Graphics Collective
O Chicago Women's graphics Collective (CWGC) foi um coletivo de artes gráficas e design. Foi responsável pela produção de diversos cartazes com mensagens políticas feministas para a Chicago Women's Liberation Union. Esses cartazes eram aplicados em locais públicos e depois foram vendidos em livrarias e pelo correio. Os cartazes atingiram sucesso comercial internacional e hoje são referência de design social por todo o mundo.

## História
O Chicago Women's Graphics Collective foi fundado em 1970 por integrantes do CWLU (Chicago Women's Liberation Union). No dia 22 de Março de 1970, há um artigo no boletim informativo da CWLU escrito por Estelle Carol, a criação de um grupo "coletivo de artes"  que tinha como proposta de "trazer mulheres que querem dividir ideias, compartilhar habilidades, recursos, críticas nas artes visuais e literatura."
Inicialmente o Coletivo tinha uma função auxiliar em relação a liberação feminina, fornecendo material para divulgação de eventos através de posters, porém não existia como uma parte independente.
O coletivo atuou até 1983, mesmo após o encerramento da CWLU em 1977, o que mostra a força de seu trabalho. Além de produzirem cartazes que continuam contemporâneos, são reconhecidas internacionalmente quando se trata de feminismo, design social e ativismo.

## Design
A conceituação as artes feministas era fazer parte de um processo conjunto de contestação dos padrões ocidentais dos museus e da "boa arte" que eram, basicamente, estabelecidos por homens.
Elas se dividiam em pequenos grupos de 2 a 4 mulheres, que não necessariamente possuíam uma formação acadêmica com arte ou design, o coletivo acreditava que a arte tem potencial revolucionário e de grande impacto social sem precisar seguir padrões de estilo. Qualquer mulher poderia participar, após passar por um treinamento prático.
No Coletivo, os cartazes eram feitos em encontros onde as integrantes traziam ideias para a criação de posters e slogans. Ideias individuais era incentivadas e depois recebiam comentários. Nenhuma ideia individual era rejeitada, a não ser que a própria idealizadora desistisse de sua ideia. A auto-crítica era fundamental na estrutura do grupo. O Coletivo acreditava que um cartaz não era responsabilidade de só uma garota e sim de todas.
Elas utilizam de serigrafia no começo por seu baixo custo e facilidade na reprodução em série, porém devido a demanda, começaram a imprimir com impressoras offset, devido ao grande sucesso nas vendas, que eram feitas em livrais ou por um cadastro de correio